# اندرو کونانان
اندرو کونانان (انگلیسی: Andrew Cunanan; ۳۱ اوت ۱۹۶۹ – ۲۳ ژوئیهٔ ۱۹۹۷) آدم‌کش زنجیره‌ای اهل ایالات متحده آمریکا بود که دست‌کم پنج نفر را از جمله جانی ورساچه در دوره‌ای سه‌ماهه در اواسط ۱۹۹۷ به قتل رساند. کونانان در ۲ ژوئن ۱۹۹۷، ۴۴۹امین فردی شد که در فهرست ده فرد تحت بیشترین تعقیب اف‌بی‌آی قرار گرفت. زنجیره قتل‌های او در ۲۳ ژوئیه ۱۹۹۷ و با خودکشی او با سلاح گرم، از هم گسست. او در آن زمان ۲۷ ساله بود.
او در سال‌های پایانی عمرش شغل مشخصی نداشت و با دوستی افراد مسن و ثروتمند و خرج کردن پول آن‌ها برای جلب کردن توجه جوامع محلی همجنس‌گرایان، امورش را می‌گذراند. یکی از دوستان میلیونر او در ۱۹۹۶، سال قبل از این رخدادها به دوستی‌شان پایان داده بود.
کونانان در سریال ترور جانی ورساچه: داستان جنایی آمریکایی توسط دارن کریس به تصویر کشیده شده‌است.